# Енди Семберг
Енди Семберг (енгл. Andy Samberg; 18. август 1978) амерички је глумац, стендап комичар, сценариста и члан комичарске групе The Lonely Island.
Прославио се као члан глумачке екипе скеч-комедије Saturday Night Live и био је један од људи заслужних за популаризацију кратких дигиталних спотова који су се емитовали у овој емисији (тзв. SNL Digital Shorts). Као аутор музике и текста у овим спотовима, Семберг је шест пута био номинован за награду Еми, коју је освојио 2007. године за нумеру „Dick In A Box“, дует са Џастином Тимберлејком.
Тумачио је главне улоге у комедијама Летећи каскадер, Татин син и Селест и Џеси заувек и позајмио је глас у анимираном филму Хотел Трансилванија. Од 2013. године наступа у ситкому Бруклин 9-9, за који је освојио награду Златни глобус за најбољег главног глумца у хумористичкој серији.